# Metronidazol
Metronidazolul este un medicament chimioterapic derivat de nitroimidazol, fiind utilizat în tratamentul unor infecții. Prezintă spectru larg de acțiune, fiind activ față de Trichomonas vaginalis, Lamblia intestinalis, Entamoeba hystolitica și bacterii anaerobe. Folosit de asemenea, conform studiilor mai recente, și în tratamentul demodicidozei, produsă de acarianul demodex folliculorum - (vezi the online journal of dermatology) ).

## Indicații
Tricomoniază vaginală și uretrală, lambliază, dizenterie hepatică și abcese hepatice amebiene, infecții cu anaerobi.

## Mod de administrare și posologie
În trichomoniază, la adulți, oral (după mese), câte 1 comprimat de 3 ori pe zi, timp de 7-10 zile; tratamentul partenerului este obligatoriu pentru a evita reinfectarea; în caz de eșec se poate repeta cura după 4-6 săptămâni. În lambliază, la adulți, câte 1 comprimat de 3 ori pe zi, 7-10 zile; la copiii de 2-5 ani, cate 1/2 comprimat de 3 ori pe zi; la cei de 5-10 ani, câte 1 comprimat de 3 ori pe zi, 7-10 zile. În amebiază, la adulți, 2-3 comprimate de 3 ori pe zi, 5-10 zile; la copii 35-50 mg /kg corp pe zi, fracționat în 3 doze, timp de 10 zile. În infecțiile cu anaerobi, la adulți, câte 2-3 comprimate la fiecare 8 ore, 7-10 zile.

## Reacții adverse
Greață, gust metalic, limbă încărcată, cefalee (relativ frecvent), diaree, uscăciunea gurii, neplăcere epigastrică, vărsături, arsuri vaginale, erupții cutanate, amețeli, somnolență, leucopenie trecătoare (rareori); febră, congestie nazală, disurie, scăderea libidoului, polinevrită, vertij, ataxie, convulsii (foarte rar).

## Contraindicații și precauții
Metronidazolul este contraindicat la bolnavii cu discrazii sanguine (tratamentul se face sub controlul hemoleucogramei), psihoze și boli neurologice active, alergie la medicamente; se evită în primele 3 luni de sarcină și prudență în continuare; nu se administrează la lăuze și în perioada de alăptare.

## Interacțiuni medicamentoase
Asocierea băuturilor alcoolice este contraindicată, deoarece pot apărea reacții de tip disulfiram (grețuri, vărsături, congestia feței, stare de rău); prudență în asociere cu anticoagulante orale (risc crescut de accidente hemoragice).

## Formă de prezentare
Flacon cu 20 de comprimate. Valabilitate: 2 ani de la data fabricației.

## Condiții de păstrare
La adăpost de lumină și umiditate, la temperatura de -15 - +25 grade Celsius.